# Yamaha FZ6 Standard
La Yamaha FZ6 Standard es un modelo de motocicleta producida por Yamaha, basada en la FZ6, con el caballaje un poco más suave que esta última para todo uso. Viene con el mismo motor del modelo anterior pero sus caballos están rebajados a 78 CV. Las FZ6 Fazer y FZ6 han sido las superventas. Tiene un sistema de inyección electrónica con más suavidad a medio régimen y asientos más cómodos. Ambos modelos están también disponibles con ABS.
La motocicleta sería relanzada con distintas mejoras en 2007, 2008, 2009 y 2010.

## Especificaciones técnicas (FZ6 Standard - FZ6 Fazer)

### Motor
Tipo: Refrigeración líquida, 4-tiempos, 4-cilindros en paralelo, DOHC

Cilindrada: 600 cc

Diámetro x carrera: 65.5 x 44.5 mm

Relación de compresión: 12.2:1

Potencia máxima: 57.0 kW (78 PS) @ 11,500 rpm

Par máximo: 51.6 Nm (5.27 kg-m) @ 10,000 rpm

Suministro gasolina: Inyección electrónica

Lubricación: Cárter húmedo

Embrague: Multidisco bañado en aceite

Sistema encendido: TCI

Sistema de arranque: Eléctrico

Transmisión: 6-velocidades

Transmisión final: Cadena

### Chasis
Chasis: Aluminio tipo die-cast

Suspensión delantera: Horquilla telescópica

Recorrido: 130 mm

Suspensión trasera: Tipo brazo basculante (monocross)

Recorrido: 130 mm

Freno delantero: Doble disco, Ø 298 mm

Freno trasero: Disco, Ø 245 mm

Neumático delantero: 120/70ZR17M/C (58W)

Neumático trasero: 180/55ZR17M/C (73W)

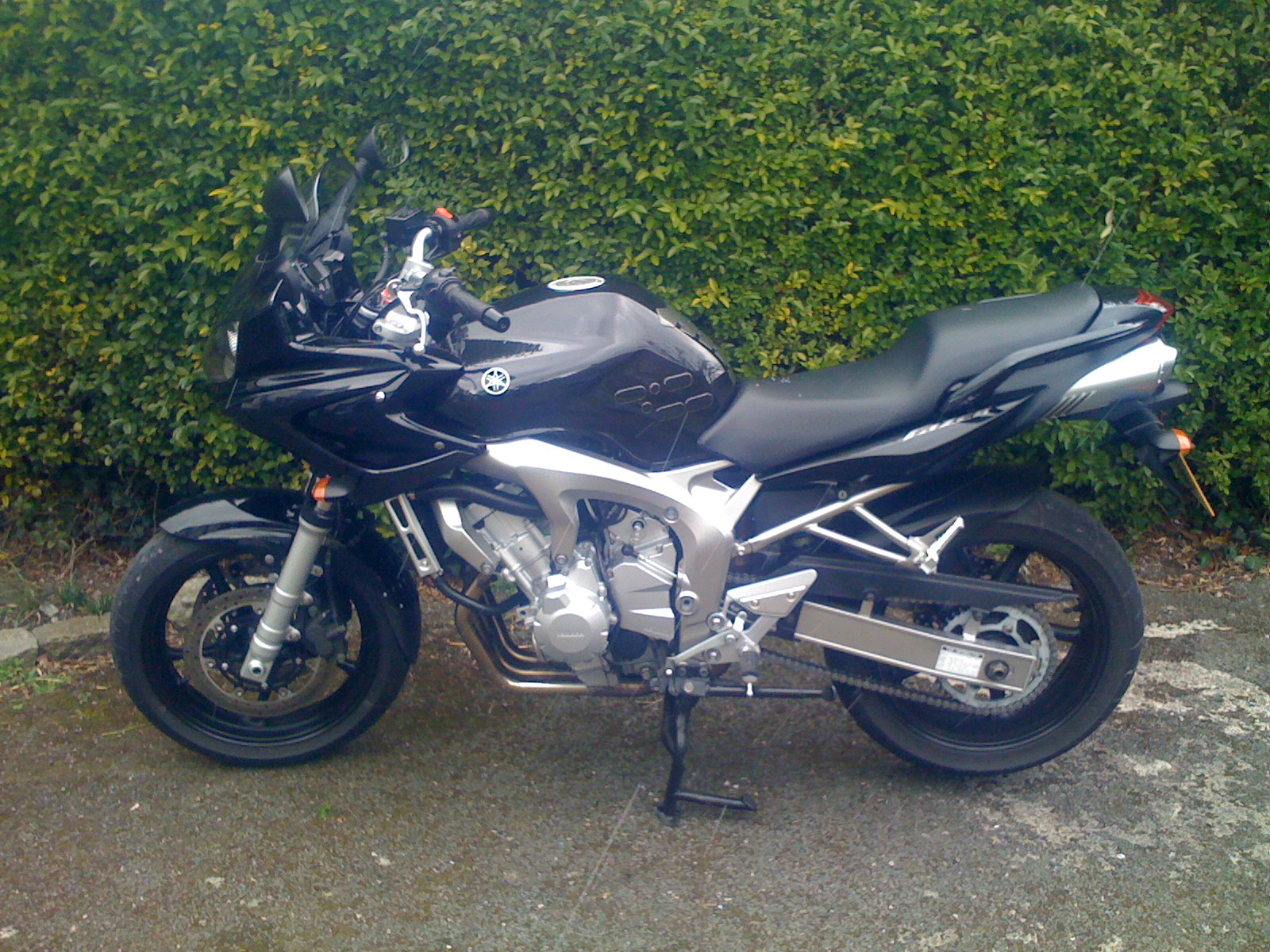
Imagen del modelo semicarenado.

### Dimensiones
Longitud total: 2.095 mm

Anchura total: 755 mm – 750 mm

Altura total: 1.085 mm – 1.215 mm

Altura del asiento: 795 mm

Distancia entre ejes: 1.440 mm

Distancia mínima al suelo: 145 mm

Peso en seco: 180 kg – 186 kg

Cap. depósito combustible: 19,4 litros

Cap. depósito aceite: 2,7 litros